# 超人七號 (角色)
超人七號（日语：ウルトラセブン，Ultraseven）是一名出現於圓谷製作的超人力霸王系列的虛構超級英雄，該角色形象是由成田亨所設計，首次出現在1967年的電視連續劇《超人七號》中，平時，他將擬態成超級警衛隊的新隊員諸星彈（日语：モロボシ・ダン）的身份，與其他配角們聯手阻止企圖侵略地球的敵役生物、宇宙人的威脅。
與超人力霸王一樣，自節目播出後不久，超人七號在日本獲得人氣般的迴響，並在在不同作者的塑造下繼續出現在超人力霸王系列的各種作品中。同時發行了各種玩具與電子遊戲，成為日本特攝作品的代表角色之一，除了在原始系列的演出外，該角色也多次出現在其他續作、系列或是多媒體作品中，包括《平成超人七號系列作品》和《超人七號X》等作品。
在影視媒體上，超人七號的飾演者及聲優主要由森次晃嗣擔任，他也是劇中七號的人間體諸星彈的演員。戲服演員主要則由上西弘次飾演。

## 角色簡介
超人七號是來自M78星雲光之國的宇宙人。他變身為地球人諸星彈，在被地球的美麗吸引住，以及目睹地球人的勇敢、善良後，他加入了超級警衛隊，與入侵地球的宇宙人、和作為先頭部隊的宇宙怪獸們作戰。
在《七號》中，超人七號是以光之國恆星觀測員340號的身份前往地球，並自行決定留在地球上。不過在《歸來的超人力霸王》之後，他被設定為宇宙警衛隊的一員，隨即出現在系列的多部作品中。在《超人力霸王梅比斯》之後的作品中，他被譽為超人兄弟的成員中，傳說中的「超人六兄弟」之一。
然而，七號不是從一開始就按照《超人力霸王》的各種設定設定為超級英雄，而是後來整合了以超人兄弟設定為基礎的《超人力霸王系列》的時候才納入。因此有七號很多不同於其他戰士的設定和描述，比如「地球上的活動時間沒有明確限制」、「沒有彩色計時器」、「變身後不一定會變大」等設定。此外，額頭上的光束燈與彩色計時器具有相同的功能。

## 構思設計
超人七號最初的系列原型名稱《宇宙基地No.7》於1966年10月被提出，其概念企劃是「實現硬科幻系列的太空冒險」，故事是以宇宙人入侵部隊的導點出發，而主角則作為駐紮在宇宙基地No.7的攻擊小隊，反擊侵略者的襲擊。而後，圓谷製作在1967年春季更改的提案，以《超人力霸王》為發展提案為《超級之眼》（ウルトラアイ）的節目。主人公是為了尋找母親，來到地球的的R星人少年諸星彈，他以超級跑車駕駛員的身份加入了超級警衛隊，一旦到了危機時刻，他將變成一名叫做「紅超人」的戰士與外星人戰鬥。在此之後，主人公「七號」的名字，則借用金城哲夫原規劃《快兽布斯卡》 的後續作品「以7隻猿猴展開的原始時代喜劇」為定名設計的借名，然而因恰好運用上雙關語／諧音，最後因而將《超級之眼》定名為《超人七號》。
在策劃的時候，也曾有設定為超人力霸王的兒子「超人力霸王朱尼兒（ウルトラマンジュニア）」的提案。。不過在實際製作的作品中，除了主角的故鄉是M78星雲外，基本上與《超異象之謎》或《超人力霸王》沒有任何聯繫。
超人七號與超人力霸王一樣，是由設計雕刻家成田亨設計的，由於本次的角色設定為戰士，該角色設計時並未像超人力霸王單純的形象塑造，且是施以一定的複雜化。原本成田仍屬意由前作飾演超人力霸王的古谷敏來擔綱超人七號，但遭對方婉拒。之後在測量皮套演員上西弘次的體型後，在外觀則強調突出強壯厚實，代表戰鬥性的肩和胸（甲冑），並將主體的視覺全集中到上半身，使看上去更顯強力。不過與之前基於古谷的高大身材相比，超人七號的連體戲服則被設計較為適合中等身材的人。
在成田亨最初的設定稿中，超人七號擁有著藍色的身體，不過由於進行商品展開的玩具公司的介入和色鍵合成的情況可能會造成去背失誤，因此最終則被更改為紅色的設定。成田亨提出的抗議也以失敗告終。由於在整體角色形象不符合成田亨對於英雄形象的追求，最終導致成田在隔年《MJ萬能號》播畢後離開了圓谷。
在《超人力霸王雷歐》中，由於在《红粉健儿》中飾演惡魔教練的角色被相中，森次晃嗣原定在劇中飾演防衛隊MAC隊長的川上鐵太郎，在故事的設定中。川上是唯一認識到鳳源的身份是雷歐身份的人，並會以自己的方式嚴格訓練鳳源與怪獸戰鬥。然而，森次對此反對在系列中扮演彈以外的角色，因為他清楚很多觀眾會把這個角色誤認為是彈，最終製作方則將川上的身份更改為彈，向上層提出要約而獲得批准。並設定在第1話中，從宇宙歸來的彈在與怪獸搏鬥時身受重傷，因而失去了變身七號的能力。
另外，提案中曾寫到「與怪獸戰鬥後無法變身的七號」以自稱川上鐵太郎的身份登場，在最後一集之前不會向雷歐透露他的真實身份。森嗣曾表示：「我可能因為自私，而讓雷歐顯得軟弱。」或許是因為上述原因，他曾在接受《花花公子周刊》採訪時表示：「不想過多談論《雷歐》。」然而，在 2000 年代後期，在他自己的著作和採訪中，他稱彈隊長對雷歐的態度，是想讓觀眾們看到他是用所謂的「愛」訓練的。
在《超人七號X》中，超人七號由酉澤安施設計。酉澤將他自己的版本描述為「擁有超人力霸王力量的超人七號」或是「最強的超人七號」。然而，實質重新設計的原因從未透露過。

### 名稱
在他到達地球之前，七號是M78星雲宇宙警衛隊的成員「恆星觀測員340號」，他的人間體彈在地球為自己取了名義上的名字「超人七號」，並將命名根源源自並補充其命名來源是「超級警衛隊的第七位成員」。在劇中，超人七號也時常被超級警衛隊和宇宙警衛隊的成員們簡稱為「七號」。
在《超人七號X》中，他重新設計的形態被官方網站稱為「超人七號X」，而在系列中，他被角色稱為「赤色巨人」。這是為了讓他的身份在系列大結局之前保持隱藏狀態。
在日本，七號經常被誤稱為「ウルトラマンセブン」（中文為「超人力霸王七號」），這是起因於後來的超人力霸王系列作品中，片名與主角名稱前均冠上了「超人力霸王～」（ウルトラマン～）之故所產生的誤解。
在香港，該角色的早期譯名為七星俠。 香港TVB在2010年播映《超人力霸王梅比斯》第46話，則正式將港譯名稱改為「超人Seven」。中國大陸則採音譯為賽文奧特曼，台灣方過去在引進劇場版時，片商曾將角色名稱取為超人力霸王賽文，當前台灣則統一將譯名定為超人七號。

## 角色歷史

### 昭和時代

#### 本篇
身爲宇宙警衛隊恆星觀察員340號的七號，以製作太空軌道圖為使命造訪了太陽系，並因訪問了地球，而被這顆星球上的美麗所吸引，在到達後，他意外拯救為了拯救一位登山同伴，險些墜山身亡的人類青年「薩摩次郎」，在目睹薩摩的英勇事蹟後，七號見證了人類的勇氣與善良，並便以這個青年的樣貌為原形，化名為諸星彈。
在第一話期間，他以流浪者（風来坊）的身份協助超級警衛隊，並在成為超級警備隊的隊員後決心保衛地球而戰。他很快就和成員們成為絕佳的盟友，尤其是和唯一的女性成員安奴逐漸成為了摯友，在某些情節中，七號將會捲入關於宇宙人事件有關，發人深省的道德質疑，並對此產生思考、常常在兩者之間掙扎，提出了質疑。
在大結局中，七號的上司趕到地球，並告訴陷入重傷的七號如果再度變身，那麼他將因身體無法負擔而精疲力竭而死。然而在光之國以及他試圖保護的人類之間，七號選擇拯救地球，並向安奴坦白了自己的真實身份，最終他成功擊敗了庞敦王，由於幾乎耗盡了體力，在超級警衛隊成員的目送下，獨自返回了光之國。
由於因在地球上的成就，七號後來被提升為太陽系支部長，加入了超人兄弟。
登場於其他的昭和作品
《歸來的超人力霸王》:第18話-第38話（諸星彈型態）
《超人力霸王衛司》:第1話、第13話、第14話、第26話、第27話、第31話、第39話和第44話
《超人力霸王太郎》:第1話、第5話、第25話、第33・34話（以諸星彈樣貌）
《超人6兄弟VS怪獣軍団》（1979年）
《超人力霸王怪獣大決戦》（1979年）
《超人力霸王ZOFFY 超人戰士VS大怪獣軍団》（1984年）
《超人力霸王物語》（1984年）

#### 雷歐
七號/諸星彈在《超人力霸王雷歐》中作為宇宙怪獸攻擊隊（M.A.C）的隊長和主要配角回歸。
在太郎離開之後，他再次被任命進行保衛地球的任務，然而在第1話與馬格馬星人和基拉斯兄弟戰鬥時中身受重傷，因而失去了變身的能力，而後則向前來救助的鳳源委託保衛地球的大任。並以師傅的身分幫助鳳源進行嚴厲的磨練，使其迅速成長。在戰鬥中，他經常暗中使用能干擾怪獸的「超級意念」協助鳳源。不過長期使用會帶來很大的精神負擔，甚至有縮短壽命的風險。在第29話中，當他遇到一個與安奴相似的女人時，他曾陷入了兩難境地的情緒之中。
彈最後一次登場在該系列是在第40話中，由於圓盤生物襲擊MAC基地，再託付給予鳳源保護地球的責任後，他在隊伍全滅後下落不明。在最終話中，七號出現在鳳源的夢裡。在《超人力霸王梅比斯》的設定中，則證實彈被超人力霸王之母所救，並重拾了變身為七號的力量。

### 平成時代

#### 平成超人七號
該該系列中，是繼承1967年特攝劇集《超人七號》結局的30年後所衍生發展的故事，超人七號被視為唯一一個來到地球的超人戰士。
在《太陽能作戰》（1994）中，在宇宙巡視的七號因被未知敵人攻擊而深受重傷，並墜落而重返地球，在古橋的呼喊下甦醒後，成功阻止了皮特星人的陰謀，同時也拯救了安奴的兒子彈，然而在最後的戰鬥中，七號因捲入了爆炸而從此消失不明。在《特別三部曲》(1998年）中，則證實在戰鬥中的彈意外被村田母女所救，並受到衝擊影響而暫時失憶。因距當年離開地球已經過了近30年的時間，逐漸回復記憶的彈卻發現地球已經物是人非，自身的行動變得十分困難，因而多次化身超級警備隊的第三期隊員「風森正輝」外貌進行活動。並在最終和昔日的隊友古橋再度見面。
在《最終章6部作》中，隨著TDF與多個外星種族簽訂了和平條約，但其中一些外星人卻開始攻擊地球，在月球目睹古橋之死後，回到地球的彈於被風森正輝因犧牲而捨己為人的精神所感動，因此再度化身成他的樣子並代替風森繼續活躍，在該部作品的最終話中，由於人類祖先所犯下的大罪告白天下，彈因選擇拯救人類而違反宇宙法律，最後與風森分離，獨自接受宇宙法律對他的懲罰。
在《Evolution》中，由於干涉文明戰爭為由，七號持續被被囚禁在馬頭星雲中，然而自身的力量卻和保留在風森身上的超能力融合，最後在里美的犧牲下，再度與風森一體化，後在結局時，則是以風森的外表表示即使為了人類而犯下三次罪過，也依然會保護著地球，並在地球展開獨自一人的旅程。
在其他系列的登場
《新世紀超人力霸王傳說》（2002年）
《新世紀2003超人力霸王傳說  THE KING'S JUBILEE》（2003年）
《超人力霸王馬克斯》第24話（2005年）：在該話曾提到超人七號與美特龍星人的戰鬥，儘管該電視劇發生在不同的宇宙中，但負責該話的編劇小林裕二證實了此事情與七號有著明確關聯，並透露整個第24話是該部系列的一次例外。
《超人力霸王梅比斯&超人兄弟》（2006年）
《超人力霸王梅比斯》（2007年）
《大決戰!超奧特8兄弟》（2008年）:平行宇宙，此世界觀的彈和安奴以夫妻身份一同經營夏威夷餐廳

#### 超人七號X
該世界觀發生在超人七號的平行宇宙，當來自另一個宇宙的宇宙人試圖入侵M78星雲後，為了解決自己及平行世界的危機，七號通過時空隧道穿越到平行世界，並附身於DUES特工JIN（仁）身上，七號以犧牲自己的意識和JIN過去的記憶為代價，與瀕死的JIN結合以挽救他的生命。JIN的女朋友艾莉亞則目睹了此事件
在故事中，JIN經常使用七號的力量來阻止宇宙人的威脅，在完結篇，由於七號的真實意識甦醒，在戰鬥結束後與JIN分離，回到自己的世界與安奴重逢。

### 近代與新生代系列
《超級銀河大怪獸格鬥 NEVER ENDING ODYSSEY》（2008年）
《大怪獸格鬥_超銀河傳說_THE_MOVIE》（2009年）
《赛罗·奥特曼_THE_MOVIE_超决战！贝利亚银河帝国》（2010年）
《超人力霸王傳奇》（2012年）
《超人力霸王銀河》（2013年）
《超人力霸王銀河S》（2013年）
《超人力霸王Orb 絆之力，請借我一用吧》（2017年）
《超級歐布格鬥》（2017年）
《超人力霸王捷德》（2017年）
《劇場版_超人力霸王捷德_連繫起來！_願望！！》（2018年）
《超級銀河格鬥 新生代英雄》（2020年-至今）

### 其他登場作品、廣告
- SD動畫作品《超人力霸王塗鴉：Come on! Ultra Country（日语：ウルトラマングラフィティ_おいでよ!ウルトラの国）》
- 漫畫《超人力霸王STORY 0（日语：ウルトラマンSTORY_0）》
- 電視劇《彗星公主》第17話：《我最好的朋友超人力霸王}》：作為彗星姐姐的朋友客串演出。
- 綜藝番組《超級7:00（日语：日本テレビ系土曜7時台情報番組枠#うるとら7:00）》：1986年10月至1996年3月在日本電視台播出的早間綜藝節目。作為節目形像出現。
- Corona油風扇加熱器（日语：石油ファンヒーター）「Ultra HIX」廣告代言CM（2000年-2007年）
- 日本可口可樂罐裝咖啡“格魯吉亞”廣告（2007年，與萩本欽一、館博（日语：舘ひろし）共同出演，2008年與麒麟_(喜劇二人組)（日语：麒麟_(お笑いコンビ)）、田村裕（日语：田村裕）共同出演）
- 《帶線的法律諮詢室》（2007年1月28日，與超人力霸王、梅比斯和巴爾坦星人一起出現）
- 遊戲《巨影都市》
- 橫濱橡膠無釘輪胎（日语：スタッドレスタイヤ）《Ice Guard 7（iG70）》廣告（2021年，與深田恭子共同出演）[23]

假/敵役角色的七號
- 以偽冒身份登場

- 《超人七號》第46話：複製機器人偽冒七號，其服裝是超人七號的改良版本。
- 《超人力霸王80》第44話：妄想超人七號登場
- 《超銀河傳說外傳 超人力霸王傑洛 VS 暗黑獨眼巨人傑洛》：偽冒超人七號登場（SR）

- 僅作為服裝身份登場
- 《怪奇大作战》：第11話
- 《我最愛的超人七號（日语：私が愛したウルトラセブン）》：作為戲服登場。

## 簡介
以下對於超人七號的一些統計數據在原始系列中有所提及，並出現在雜誌和官方網站上。也有一些後續系列偏離了他的原始統計數據：
- 人間體：諸星彈、風森正輝、JIN（後兩者均為暫時）
- 身高：40公尺
- 体重：35000噸
- 年龄：19000歲
- 飞行速度：7馬赫
- 行走速度：800Km/h
- 水中速度：240節
- 腕：10-20萬噸

#### 外觀
其外型與超人力霸王大不相同，通體為紅色，從脖子到肩膀都有護具。頭部設計有西方盔甲圖案，眼睛為六角形。
通常在和與巨型怪獸和宇宙人的戰鬥中，他能夠長到40公尺的高度和35,000噸的重量。此外，它也可以微縮化至正常人類的體格，也可以將其微粉化至細菌般的大小。
通常，七號可以通過心靈感應與人類進行交談，此時，他也直接與超級警衛隊的成員交談。

#### 變身器
- （ウルトラアイ）

能使諸星彈變身成超人七號的道具，具紅色鏡框，在設定中，該道具擁有內建收集空氣光能的裝置。由於沒有超人之眼就不可能變身成七號的狀態，因此在劇中，也經常成為知曉彈身分的宇宙人目標而遭盜取。
在《雷歐》第一集中，由於七號腿部骨折，而且受到大火的影響導超級之眼受到熔化影響而損壞。並在第34話中由鄉秀樹（超人力霸王傑克）帶回光之國被送去修理。在《平成七號》，由於七號擬態以風森的外貌，因此在劇中也有著風森透過超級之眼變身的場景，在《SEVEN X》中，JUN也是戴著超級之眼變身的，但造型與原版的超級之眼不同。
在《超人8兄弟》中，當平行宇宙的彈發現自己是七號時，超級之眼出現在了彈的手邊。
變身方法
七號的變身方法是取出並戴上超級之眼，在「嘟哇！（デュワ!）」的呼喊下從頭開始依次變身，眼鏡的雙目部位會釋放出光能量漩渦，並增幅到包圍全身，從眼部開始逐漸擴展到全身變化為七號。最後再從和人類同等大小的體型巨大化為40公尺，完成變身。（也能變身成與地球人同等大小型態）。
使用右手從制服胸前口袋裡拿起超級之眼戴在眼睛上的姿勢有多種類型，但在播出初期還還沒有確定姿勢，在第一話中，丹曾透過攤開雙手，超級之眼會不知從哪裡飛出來並自動附著在彈身上而變深，彈也可以將右手掌放在臉上以覆蓋超級之眼（第2和3集），當雙臂交叉時，臉上突然出現超級之眼等不規則圖案（第5集）等狀況。
在《平成七號》中，超級之眼會發出螺旋狀的光芒。

#### 身體特徵
- 光束燈（ビームランプ）

七號額頭上的燈會表示能量耗盡。閃現的描寫在第11話時能夠明顯看到。
在故事一開始，七號是沒有活動限制的，但是在第25話中就被設定為「因為受到寒潮襲擊，無法恢復原本的能量，使得活動時間受到限制。」的發展，之後在劇中則經常出現閃爍的場景，儘管不像其他超人力霸王的彩色計時器那樣頻繁。
至於沒有彩色計時器的原因，在後來解釋稱「彩色計時器的存在，是在地球上長期逗留通過人工手術安裝的，對於作為觀察者的七號本來就不需要，因此才改用了光束燈。」
原設計師成田亨在創作《超人力霸王》時，額頭上的光束燈是任意附加在設計時並不存在的彩色計時器上，後被正式被納入七號中，則是在設計中提前作為未來作品所需要的預防措施。
- 保護器（吸能板）

七號胸口的鎧甲狀護甲，被設定為將接收到的太阳光轉化為能量的機制。在第40話中，有一段畫面擁有著方孔在吸收太陽能會閃爍的描述。

#### 必殺技
七號擁有「M2SH3GWAB1」元素 ，能夠構成不僅是艾默利姆光束，而是構成所有光線技術的的重要元素。
- 艾梅利姆光線（エメリウム光線）[28][29][25]

頭上光束燈中放射出的光線技，是一種帶有反磁力的高熱破壞光線，又被稱為「超級光束（ウルトラビーム）」。
有多種發射姿勢，使用最頻繁的有兩種：一種是將右拳置於腰部、左掌平置於胸前發射的標準姿勢，也是最初使用的姿勢（A型）另一種是將雙手的食指和中指併攏、交錯放在額頭前再發的姿勢（即B型）。
具有隨意調節能量與破壞力的特性，還有根據不同情況選擇使用還原、無力化、覺醒、治療等等用途。
- 集束射線（ワイドショット）[28][29][25][30]

集中全身的能量後，雙手組合呈L字形，從右手掌指尖到右手手肘是光線的發射範圍，設定持有40萬度高熱能的破壞光。
- 頭鏢（アイスラッガー）

安裝在頭頂的宇宙飛鏢，全長7.77公尺（七號巨大化至40米時）。在將頭鏢拋出後可通過念力的腦波控制頭鏢在空中飛行。並能白熱化地飛向敵人對敵人進行切割，切割完後會倒轉回到頭上。亦有拔下來拿在手裡可以當匕首來進行劈砍的能力。可以調整威力，所以有時只會打傷而並不切斷敵人。
- 三分廣域射擊（スリーワイドショット）

將廣域射擊能源壓縮分散為三道光束，分開攻擊三個不同方向的敵人。
- 超級射擊（ウルトラショット）[31][28][29]

在右手指尖聚集能源，再以劈掌的動作發出的針狀光線，根據能量度和力度的不同可控制威力。雙掌重疊時可以連續射擊。
- 楔形光線（ウェッジ光線）

從手掌發出的楔刃形切割光線，用於造成傷害的速攻型技能。
- 合掌光線（シェイクハンド光線）

將雙掌貼在一起放出的破壞光線。
- 連環拳

對準敵人的弱點部位出拳，強力拳擊對龐大的敵人發起快速地連環打擊攻勢
是七號的慣用拳法，十分強大。隨著賽文戰鬥經驗和實力的增長，連環拳的威力也越發強大。
- 十字肘擊搏擊術

主要用以對付以厚甲包覆的敵人，僅數次就能將對手的甲冑打裂。
- 填充射擊戰法（ステップショット戦法）

使用微縮化能力搭配進行的戰法。第38話中使用。
將身體縮小至微觀化，鑽進了超級警備隊的電H槍中，並隨著槍彈的發射而藉力飛出，在過程中再將身體逐漸巨大化撞向敵人。
- 超級念力（ウルトラ念力）

透過念力來掌握操縱頭鏢的要領，同時念力也能作為武器，施展將物體爆炸粉碎，或使其靜止/懸浮等各種行動，還可以操作氣流雲層移動來使天氣有所變化。
在《雷歐》重返地球遭襲擊造成變身器損毀，為少數可用的強大能力之一，除了能用以變身，還能將對役怪獸施以念力波攻擊，但是要消耗大量體力並會縮短自身壽命。

### 膠囊怪獸
當彈無法變身為七號時，代替彈戰鬥的怪獸。 平時通常被收縮成一個小膠囊。僅有再打開膠囊後才會出現進行戰鬥。在第一集和第三集中，可以確認他擁有5個膠囊怪獸，但劇中出現的只有3位：
- 米克拉斯

原文：ミクラス / Miclas
擅長肉搏戰，力量強大的怪獸。
- 阿基拉

原文：アギラ / Agira
擅長以敏捷的動作攻擊敵人的怪獸。
- 溫達姆

原文：ウインダム  / Windom
擅長發出激光光束攻擊敵人，具有金屬質感和電子大腦的怪獸。
因為是來自不同星域的不同生物，所以怪獸有著完全不同的外貌和能力。據說之所以沒有出現在《雷歐》中，是因為超級之眼壞了。原則上每集只出現一隻膠囊怪獸，但在《平成七號》和《銀河傳說》等緊急情況下，可能會同時出現多隻怪獸。

## 飾演者

### 演員
- 森次晃嗣
- 山崎勝之（日语：山﨑勝之）(平成七號系列、1998-2002)
- 與座重理久 (SEVEN X、2007)
- 野村宏伸（日语：野村宏伸）（銀河、2013）

### 聲優
- 森次晃嗣
- 村越伊知郎（日语：村越伊知郎）：（歸來第18話、1971）
- 池水通洋（日语：池水通洋）：（衛司第13・39・44話、1972）
- 阪脩：（衛司第31話、1972）
- 中川謙二（日语：中川謙二）：（雷歐最終話、1975）
- 小滝進（日语：小滝進）：（ZOFFY：超人戰士VS大怪獣軍團）
- 松田重治（日语：松田重治）：（物語、1984）
- 梅津秀行：（宇宙小超人、1986）
- 菅谷政子：（宇宙小超人：尋母3000萬光年、1991）
- 關俊彥：（超闘士激傳、1996）
- 三浦祥朗：（男孩、2003）
- 東地宏樹：（超級銀河格鬥：命運的衝突、2021）

### 戲服演員
- 上西弘次（日语：上西弘次）（第1 - 13・16-最終話）
- 菊池英一（日语：菊池英一）（第14・15話）
- 姫野昭児（日语：姫野昭児）（超級格鬥）
- 望月武郎（日语：望月武郎）（歸來第18・38話、1971）
- 二家本辰巳（日语：二家本辰巳）（雷歐第1話、1974）
- 高橋和司（日语：高橋和司）（平成七號系列、1994）
- 大滝明利（日语：大滝明利）（平成七號系列、1994）
- 岡野弘之（日语：岡野弘之）（平成七號系列、1994-1999）
- 北岡久貴（日语：北岡久貴）（平成七號系列、1998-1999）
- 山本諭（日语：山本諭）（平成七號系列、大決戰超人8兄弟、2002-2008）
- 新上博巳（日语：新上博巳）（SEVEN X、2007）
- 安田聖一（日语：安田聖一）（物語、1984年）
- 永田朋裕（日语：永田朋裕）（新世紀2003）
- 渡辺勝彦（日语：渡辺勝彦）（梅比斯與超人兄弟、2006）
- 岩上弘数（日语：岩上弘数）（銀河傳說、2009）

## 評價

### 幕後拍攝
森次晃嗣在接受採訪時，曾談及在參與《超人七號》拍攝期間，幾乎是連續一年沒有休息的。除了早上5時早起，晚間23時返家之外回家。其在飾演角色最困難的部分，是需要假裝面對巨大的宇宙人攻擊，因為他必須首先想像有著外星人的存在，同時需要提醒自己時刻飾演的七號同也是以人類形態登場的宇宙人。在彈駕駛超級警衛隊的巡邏車Pointer的場景中，他曾提到當時他並沒有正式的駕駛執照，他的大部分鏡頭都是在給司機座位時踩著剎車。此外，諸星彈的變身畫面並非《超人力霸王》飾演早田進的黑部進僅需一個鏡頭，而是需要兩個鏡頭進行拍攝。當時，森次不得被膠帶覆蓋面部以便拍攝整體的場景，和節目的觀眾一樣，他很清彈和安奴在劇中的浪漫關係，但也知道宇宙人被禁止愛上人類的條件。
用森次自己的話表示，超人七號之所以能長盛不衰，是因為該劇被描繪成一種黑暗成熟的劇情節目，儘管是一部兒童劇，但製作團隊因此對於內容的深度付出了很多努力。當被問及該系列中他最喜歡的怪獸什麼時，森次則回答艾雷王及匹特星人，以及梅特龍星人。持續提到《超人力霸王雷歐》的表現, 森次在最初表示並不喜歡彈以暴力的形式對待鳳源，但最終則意識到其態度則是為了想將鳳源鍛鍊更強大的戰士才以嚴厲的態度對待。
平成時代的超人力霸王演員宮野真守和石黑英雄曾提名超人七號與超人力霸王太郎成為他們最喜歡的戰士。其中超人力霸王傑洛作為七號之子的揭露對觀眾產生了巨大的影響。

### 受歡迎程度
和超人力霸王一樣，七號有兩名在比賽中同名的職業摔跤手，金德（以前）和高杉政彥。兩人甚至都戴著以七號為主題的相同面具。 2007年2月，名為《億千萬的回憶》的動漫改編歌曲在日本niconico同步播出，迅速引起轟動。這首歌描述了這位歌手回憶他的童年和朋友遊玩時，特別是和他們一起假裝是超人力霸王和超人七號，同時意識到他和過去童年的生活已經一去不復返的時光。
2006年，為響應超人力霸王系列40週年而推出了角色人氣投票。根據Oricon的名單，超人七號位居第二。在女性選民中排名第二，在男性選民中排名第一。五年後，在進行45週年紀念活動之際，超人力霸王在他的兒子傑洛之後排名第二；但在2013年輸給超人力霸王迪卡後則排排名第四。
超人七號及他的兒子傑洛曾是2016年7月24日舉行的日本親子節的主要貴賓。兩天前，兩人獲得了由布魯斯·奧斯本（Bruce Osborn）頒發的「親子大獎」。

#### 文化影響
在超人力霸王系列中，超人七號的主體已經成為後來大多數超級戰士的基礎。這種設計可以在某些超人力霸王的設計中看到，例如超人力霸王史考特、超人七號21、超人力霸王馬克斯等人。

### 商品
由於奇特的眼睛形狀和超級之眼的設計，超人七號曾與日本眼鏡品牌JINS和Black Ice等公司多次合作，推出以該角色形象主題的眼鏡。後者公司在其產品的新聞發布會上邀請森次晃嗣作為嘉賓出席。
超人七號也是「A MAN of ULTRA」的發起人之一，這是一家以超人力霸王系列為主題的時裝店的分支機構。他還與超人力霸王和其他角色一起宣傳公司的產品。
2009年，為了配合《大怪獸格鬥 超銀河傳說 THE MOVIE》的推廣活動，超人七號和超人力霸王傑洛成為新推出的電腦作業系統Windows 7的推動者。。另一位出席新聞發布會的嘉賓/發起人也是配音演員/歌手水樹奈奈。
2013年1月，在高見沢俊彦的演唱會上，一把採用超人七號形象設計的吉他以 2,835,000 日元的價格賣給了一位幸運的觀眾。2015年2月，一套帶有七號形象的高爾夫套裝以49,800日元的價格售出。
2016年，海洋堂在Mega Sofubi Advance中出售40厘米高的超人七號模型，該模型由木下隆志雕刻。於2016年6月25日以18,000日元的價格售出。

2022年，在NHK BS Premium所主辦的《超人力霸王大票選》中，「超人七號」在投票中被選為人氣英雄角色第二名。

## 模仿致敬
- 1982 年，蒙面摔跤手超人七號在全日本職業摔跤比賽中首次亮相。詳見高杉正彦（日语：高杉正彦）。

圓谷製作所的作品：
- 《戰鬥！Mj萬能號》

第12和13集中，出現了一個名叫「彈超七」的神秘青年，該角色由森次晃嗣飾演。他的一言一行都跟彈一樣，還做了一個像是使用超級之眼變身的手勢。
- 《恐龙大战争》

第38話中，彈的致敬角色「高级外星人武藏（スペリオ星人ムサシ）出現了。
- 《超人力霸王馬克斯》

在第19集中，森次晃嗣飾演的考古學家「尾崎健」登場。出場時曾做了一個超人七號的變身姿勢。
其他作品：
- 《飛越巔峰》：太田浩一郎教練手杖的形狀，與《雷歐》中彈使用的手杖相同。
- 《Keroro軍曹》：登場角色安哥爾·摩亞借用了女高中生麻美外表的情節是基於彈的設定，另外麻美則戴著一個根據超級警衛隊徽章設計的髮夾。
- 《內村七號（日语：ウチムラセブン）》：本作的惡搞作品，森次晃嗣也出演了霧裡隊長一角。
- 《阿修羅七號》：永井豪的惡搞漫畫。圓谷曾對該作品提出了投訴。
- 《宝可梦系列》：創造者田尻智曾表示，著名的精靈球概念的靈感來自超人七號的膠囊怪獸功能。[41]
- 《死亡筆記本》：尼亞的玩具中有一個造型與七號相似的盜版人偶。
- 《七龍珠》：漫畫的第11章以琪琪為主角，她的頭盔是根據超人七號的頭型設計的。她也能夠使用基於超人七號的攻擊。[42]
- 《怪博士與機器娃娃》：在一張由則卷千兵衛指出的戲劇海報上出現了兩個小角色「虎超人」和「虎七號」其原形便是超人力霸王與超人七號。[43]
- 《機動警察》：在新OVA第15話，將出現酷似超鷹1號和3號的戰鬥機，成員們的穿著則類似超級警衛隊的服裝，泉野明則將變身為英格拉曼人，這些元素都歸功與圓谷製作的官方合作。
- 《勇者義彥和被引導的七人》：劇中主人公義彥（山田孝之飾）曾使用類似超級之眼的道具，這部作品與圓谷製作合作，被寫在片尾字幕中。
- 《一拳超人》：第一季動畫最後一集中，其中一名被俘的暗物質竊賊是以溫達姆為原型的。
- 《銀魂》：在動畫改編的第 285 集中，可以在背景上看到超人七號的盜版面具。
- 《粗點心戰爭》：第五集在枝垂螢的想像中有一個形似超人七號的角色。
- 機動戰士 MSM-08 Zogok（來自《機動戰士GUNDAM ZZ》和《機動戰士GUNDAM UC》）具有多個迴旋鏢切割器可以從其頭部發射。這些武器很可能是基於七號飛鏢的設計。
- 《忍者龜》2012年改編版的第46話中，Bebop和Rocksteady曾穿著戰鬥服，這以類似於七號的必殺技形式發射能量。

## 相關角色
- 超人七號21
- 七號上司
- 超人力霸王傑洛

擁有與七號有關力量的戰士
- 超人力霸王銀河
- 超人力霸王歐布
- 超人力霸王捷德
- 超人力霸王Z

## 外部連結
- 超人七號 （页面存档备份，存于）在圓谷製作的介紹
- 諸星彈 （页面存档备份，存于）於網路電影資料庫的資訊